# Mariusz Wojciechowski
Mariusz Wojciechowski (ur. 9 września 1955 w Olsztynie) – polski aktor teatralny i filmowy, reżyser teatralny.

## Życiorys
W 1978 roku ukończył studia na Wydziale Aktorskim Państwowej Wyższej Szkoły Filmowej, Telewizyjnej i Teatralnej im. Leona Schillera w Łodzi, gdzie studiował na roku m.in. z Bożeną Stryjkówną, Elżbietą Piwek, Bogusławą Pawelec, Jackiem Komanem, Piotrem Skibą, Andrzejem Szczytko i Jacentym Jędrusikiem. Debiutował 10 grudnia 1977 na deskach Teatru im. Stefana Jaracza w Łodzi w „Pannie Julii” Augusta Strindberga w reżyserii Wojciecha Szulczyńskiego.
Był aktorem Teatru im. Stefana Jaracza w Łodzi (1978–1992), Teatru im. Juliusza Słowackiego w Krakowie (1992-2008), Teatru Polskiego im. Arnolda Szyfmana w Warszawie (2008−2012), Teatru Powszechnego im. Zygmunta Hübnera w Warszawie (2012-2015). Ponadto był gościnnie związany z Teatrem Nowym im. Tadeusza Łomnickiego w Poznaniu. Od 2015 jest aktorem Teatru Dramatycznego w Warszawie. Wystąpił w ponad stu rolach teatralnych w spektaklach takich reżyserów jak Jan Maciejowski, Bogdan Hussakowski, Ryszard Major, Mikołaj Grabowski, Maciej Prus, Tadeusz Bradecki, Piotr Cieślak, Barbara Sass, Maja Kleczewska, Maciej Wojtyszko i Janusz Wiśniewski.
Jest laureatem Srebrnego Pierścienia oraz nagrody na XI Opolskich Konfrontacjach Teatralnych za rolę Gustawa-Konrada w „Dziadach” Adama Mickiewicza w Teatrze im. Stefana Jaracza w Łodzi (1985), Nagrody „Gońca Teatralnego” za rolę Pijaka w „Ślubie” Witolda Gombrowicza z Teatru im. Jaracza w Łodzi (1991), Złotej Maski za role Salieriego w przedstawieniu „Amadeusz” Petera Shaffera i Koczkariowa w przedstawieniu „Ożenek” Nikołaja Gogola w Teatrze im. Stefana Jaracza w Łodzi (1992) oraz Nagrody dla najlepszego aktora – za rolę Władysława Strzemińskiego w spektaklu „Powidoki” na X Festiwalu Teatru Polskiego Radia i Teatru Telewizji „Dwa Teatry” (2010).

## Filmografia
- 1975: Il lungo viaggio − senator
- 1979: Epizod − oficer
- 1985: Tumor Witkacego − Jerzy Ziemski grający rolę Alfreda, syna Tumora Mózgowicza
- 2000–2003: Plebania − Jan Cieplak, mąż Krystyny
- 2001: Marszałek Piłsudski − widz w "Zielonym Baloniku"
- 2001: Samo niebo − aktor Robert
- 2004: Ono − ginekolog
- 2007: Demakijaż − ginekolog (nowela: Pokój szybkich randek)
- 2009: Mniejsze zło − działacz Solidarności
- 2010–2011: Barwy szczęścia − pisarz Eryk Nejman
- 2010: Hotel 52 − jasnowidz Zbigniew Jaczyński (odc. 21)
- 2010: Ojciec Mateusz − profesor Bogdan Kraszewski (odc. 54)
- 2011: Chichot losu – Henryk Konieczny, ojciec Joanny
- 2012−2013: Czas honoru − profesor Majerski (odc. 58-60, 66)